# Rodolfo I de Baviera
Rodolfo I del Palatinado (Basilea, 4 de octubre de 1274-12 de agosto de 1319), llamado el Tartamudo, fue desde 1294 a 1317 duque de Alta Baviera y conde palatino del Rin.

## Biografía
Los padres de Rodolfo eran Luis II, duque de Baviera, y su tercera esposa, Matilde de Habsburgo, hija del Rey de romanos Rodolfo I de Habsburgo y Gertrudis de Hohenberg.
Rodolfo estuvo involucrado en los conflictos dentro de la Casa de Wittelsbach. Al principio, estaba en disputa con su hermano, el futuro emperador Luis IV. En la batalla de Göllheim Rodolfo luchó en el bando perdedor de su suegro Adolfo de Nassau. En la elección de su tío Alberto I de Habsburgo, Rodolfo fue con los electores renanos para rechazarlo. Con un asedio de Heidelberg en 1301 Rodolfo fue derrotado por Alberto, tras lo cual se derrumbó el resto de la oposición contra el rey.
En 1310 Rodolfo participó en la campaña de Italia de Enrique VII, pero la interrumpió antes de tiempo. En 1314 volvió a enfrentarse con su hermano Luis e incluso apoyó en el mismo año a Federico el Hermoso, como un oponente Habsburgo a la Casa de Wittelsbach. 
En 1317 ,después de otra larga polémica con Luis IV, perdió el Palatinado y se acordó que Rodolfo entregara su gobierno hasta que se pusiera fin al conflicto de Luis con los Habsburgo. Según el historiador del Renacimiento Johannes Aventinus (1477–1534), Rodolfo marchó a Inglaterra, donde murió dos años más tarde. Después recibió el epíteto de "el Tartamudo" debido a sus muchos y desesperados luchas contra su capaz hermano menor.
En 1329 Luis IV devolvió el Palatinado en el Tratado de Pavía a los hijos de Rodolfo. Por lo tanto, la dinastía Wittelsbach se dividió en una línea mayor, que regía el Palatinado, y una más joven, a cargo de Baviera. Esta última desapareció por exxtinción de la línea masculina en 1777 y fue sucedida por los descendientes de Rodolfo.

## Matrimonio y descendencia
Rodolfo se casó el 1 de septiembre de 1294 en Núremberg con la princesa Matilde de Nassau (1280-1323), hija del rey Adolfo de Nassau y su esposa la condesa Imagina de Isenburg-Limburg. Del matrimonio nacieron seis hijos:
1. Luis, príncipe del Palatinado (1297-1312);
2. Adolfo (1300-1327) 
  1. ∞ en 1320 con la condesa Irmengard de Oettingen († 1389 como monja en el convento Liebenau cerca de Worms);
3. Rodolfo II (1306-1353) 
  1. ∞ 1328 con la princesa Ana de Gorizia, Tirol y Carintia (1300-1335)
  2. ∞ 1348 con la princesa Margarita de Sicilia de la casa de Aragón (1331-1377);
4. Roberto I (1309-1390)
  1. ∞ 1350 con la condesa Isabel de Namur de la casa de Dampierre (1340-1382)
  2. ∞ 1385 con la princesa Beatriz de Berg (1360-1395);
5. Matilde (1312-1375) ∞ 1331 con el conde Juan III de Sponheim-Starkenburg († 1399);
6. Ana (1318-1319).

| Predecesor: Luis II, duque de Baviera | Duque de Alta Baviera 1294 – 1317  | Sucesor: Luis IV de Baviera |
| Predecesor: Luis II, duque de Baviera | Conde palatino del Rin 1294 – 1317 | Sucesor: Luis IV de Baviera |